# 道の駅ことひき
道の駅ことひき（みちのえき ことひき）は、香川県観音寺市にある香川県道21号丸亀詫間豊浜線の道の駅である。

## 主な施設
- 駐車場
  - 普通車：62台
  - 大型車：5台
  - 身障者用：3台
- トイレ
  - 男：25器
  - 女：17器
  - 身障者用：7器
- 公衆電話
- 総合コミュニティーセンター（9:00 - 17:00）
- 売店
- 喫茶コーナー
- 琴弾公園
- 世界のコイン館（9:00 - 17:00）
- 観音寺市立郷土資料館（9:00 - 17:00）※2023年現在閉館中
- 有明浜海水浴場

## 休館日
- 年末年始 (12月29日～)
  - 世界のコイン館・大平正芳記念館 (～1月1日)
  - 観音寺市総合コミュニティセンター (～1月3日)

## アクセス
- 香川県道21号丸亀詫間豊浜線 - 登録路線
- 香川県道238号観音寺港線

## 周辺
- 財田川
- 琴柱池
- 琴弾八幡宮